# Брахитерапия
Брахитерапията е вид вътретъканна лъчетерапия, при която източникът на йонизираща енергия се поставя в самия орган или в близост до него. Йонизиращата енергия уврежда структурата на дезоксирибонуклеиновата киселина (ДНК). Захарно-фосфатният скелет и водородните връзки между азотните бази на ДНК се разрушават под йонизиращото действие на α-, β-частици и γ-лъчи. Увредената молекула на ДНК възпрепятства деленето на клетката. Точната локализация на йонизиращия източник предпазва от облъчване съседните тъкани и позволява прилагането на много по-високи дози радиация, отколкото при телетерапията.
Брахитерапията се прилага при лечение на:
- рак на простатата; рак на влагалището,
- маточната шийка, маточното тяло и яйчниците,
- рак в областта на главата и шията,
- рак на гърдата,
- рак на жлъчния мехур,
- рак на кожата,
- рак на хранопровода.[1]

## Видове брахитерапия според местоположението на радиоактивния източник
Лечението чрез брахитерапия включва поставяне на радиоактивен материал в тялото близо до туморното образувание. Мястото, в което ще се поставя радиоактивният материал, зависи от много фактори: локализация (местоположение) на тумора, степен на усложнение, цялостно състояние на организма. Видовете брахитерапия според местоположението на източника на радиация биват:
- интракавитарна – източниците на радиация са поставени в телесни кухини в близост до тумора;
- интерстициална – източниците са имплантирани перманентно или временно въведени директно в тумора като радиационни капсули – „семена“;
- контактна – източникът се поставя на повърхността на кожата;
- интраваскуларна – източникът се поставя в кръвоносен съд;
- интерлуминарна – източникът е поставен в рамките на интралуминалното пространство, като хранопровода или трахеята.

При интракавитарната брахитерапия устройството, съдържащо радиоактивния материал, се поставя в отвор на тялото, например във влагалището или ректума. Устройството се избира така, че да приляга на отвора в тялото. Може да бъде с тръбовидна или цилиндрична форма. За да се гарантира, че устройството е поставено на правилното място, могат да се използват ултразвук, ЯМР (ядрено-магнитен резонанс) или КТ (компютърен томограф). При интерстициалната брахитерапия в тъканите се въвеждат капсули – семена или специални катетри (SAVI устройства), в които се намира радиоактивното вещество. За въвеждането на източника може да се използва специализиран робот с цел по-кратка експозиция на медицинските лица на йонизиращи лъчения.

## Видове брахитерапия в зависимост от дозировката
Дозировката се измерва в Gy.h-1 (грей за час)
- високодозова (HDR) – радиационните източници (главно 192Ir) излъчват висока доза йонизиращи лъчения и се въвеждат за кратко време в тялото на човека посредством захранващ уред – feeder (фиг. 3). Освен тези уреди могат да се използват и SAVI устройства – при рак на гърдата. Дозировката при HDR е над 12 Gy.h -1
- нискодозова (LDR) – използват се радиационни семена (фиг. 1), изградени от титанова капсула, сърцевина от радиоактивен материал (напр. сребърен йодид върху пореста керамична повърхност – 125I, или микрокапсули от 192Ir, потопени в смола или вградени в платина) и метален маркер за проследяване на капсулата. Имплантират се в тъканите около тумора, както и в самия тумор. Дозировката е по-малко от 2 Gy.h-1 (Lee et al., 2012)[2].
- пулсова (PDR) – използва се при лечение на тумори в областта на шията и главата. При нея радиацията се прилага на т.нар. пулсации в продължение на няколко часа. Подобна е на HDR. Често лечението е комбинирано – PDR и LDR едновременно (Nath et al., 1995)[3].
- постоянна (Permanent) – използва се за лечение на тумори на простатата при пациенти в напреднала възраст. Радиоактивните семена остават завинаги в тъканите на пациента.
- електронна (Electronic) – използват се специални уреди, доставящи изключително високоволтови рентгенови лъчи (около 50 kV) за кратко време. Най-често се използва при контактна брахитерапия за лечение на кожни тумори.[1]

### Планиране на лечение чрез брахитерапия
Процедурата по планирането на такова лечение е много специфична и включва създаване на триизмерен виртуален модел на пациента от данни, получени чрез ЯМР, КТ и ултразвук. Въвеждането на микрокатетрите или иглите, през които ще се транспортират капсулите също се провежда под наблюдение, чрез ултразвук или КТ.

### Възможни нежелани ефекти
- Остри и краткосрочни – оток и синини в дадената област, промяна в цвета на спермата и наличие на микрокапсули – семена, в спермата (при лечение на рак на простатата); кървене; болка и дискомфорт на мястото на импланта; умора. Дискомфорт в областта на пикочо-половите пътища, включително задържане на урина, уретрит и цистит, невъзможност за уриниране, диария, запек и ректални кръвоизливи.
- Дългосрочни – безплодие и еректилна дисфункция.[1]

#### Брахитерапията в България
В Република България брахитерапия се прилага в болнични условия по клинична пътека (КП) 246, 247, 249. Лечение може да се провежда в Комплексен онкологичен център – Шумен, Комплексен онкологичен център – Стара Загора, Комплексен онкологичен център – Велико Търново, Университетска специализирана болница по активно лечение по онкология – София, Acibadem City Clinic Sofia, както и в Университетската многопрофилна болница за активно лечение и спешна медицина „Н. И. Пирогов“ – София.
По данни на НЗОК в България през 2016 г. с монолечение с брахитерапия са лекувани 281 души, а комбинирано с химиотерапия и външна лъчева терапия – 594. През 2017 г. с монолечение с брахитерапия са лекувани 411 души, а комбинирано с химиотерапия и външна лъчева терапия – 524.
| Местоположение | Брой ЛЗБП | КП 246 | КП 247 | КП 249 |
| -------------- | --------- | ------ | ------ | ------ |
| Благоевград    | 1         | 1      |        | 1      |
| Бургас         | 1         | 1      | 1      |        |
| Варна          | 2         | 2      |        |        |
| Велико Търново | 1         | 1      | 1      |        |
| Враца          | 1         | 1      | 1      |        |
| Пазарджик      | 1         | 1      | 1      | 1      |
| Плевен         | 1         | 1      |        |        |
| Пловдив        | 2         | 2      | 1      |        |
| Русе           | 1         | 1      | 1      | 1      |
| София          | 7         | 4      | 6      | 2      |
| Шумен          | 1         | 1      | 1      |        |
| Хасково        | 1         | 1      |        |        |